# Greater Western Sydney Giants
 (décembre 2013).
Si vous disposez d'ouvrages ou d'articles de référence ou si vous connaissez des sites web de qualité traitant du thème abordé ici, merci de compléter l'article en donnant les références utiles à sa vérifiabilité et en les liant à la section « Notes et références ».
Pour les articles homonymes, voir GWS (homonymie).
Le Greater Western Sydney Giants (GWS Giants ou juste Giants) est un club de football australien évoluant dans l'Australian Football League. Le club représente le Greater Western Sydney area (le Grand Sydney Ouest) et Canberra, le club est basé au Tom Wills Oval au Sydney Olympic Park. Le club joue ses matchs à domicile au Sydney Showgrounds Stadium (25 000 places). Quatre matchs par an sont joués au Manuka Oval à Canberra. Le club fut créé en 2009 et rejoint l'AFL en 2012. Il devient le deuxième club de Sydney à intégrer le championnat. Leurs couleurs sont le orange, gris et blanc.